# Palais de la Salina
Le palais de la Salina de Salamanque est un bâtiment bâti en style plateresque avec des éléments italiens, édifié en 1538. Sa façade, son patio à arcades, ses balcons ouvragés et chapiteaux sont de grand intérêt. L'architecte est Rodrigo Gil de Hontañón.

## Histoire
Le palais a été commandé par Rodrigo de Messía Carrillo aussi connu sous le nom de Rodrigo de Fonseca, d'où le nom de Palais de don Rodrigo de Messía ou de Fonseca. Sur la façade apparaît le blason des Fonseca et le palais est connu comme Palais de Fonseca.
Le palais doit son nom (La Salina) car il a été le siège du bureau de tabac du sel (jusqu'en 1870) et sa disposition, ouverte à la rue, démontre qu'il est un bâtiment bâti depuis ses débuts pour être public et non destiné à être habité, car Juan Alonso de Fonseca avait le monopole du sel dans la ville. 
Depuis 1884 il est siège de la Députation provinciale de Salamanque, qui l'a acheté en 1881.

## Légende
Il existe une légende, selon laquelle l'archevêque Alonso de Fonseca s'est rendu à Salamanque à un concile accompagné de sa maîtresse galicienne Juana Pimentel "La Salina". L'évêque a demandé que les différentes familles nobles de la ville lui offrent protection pendant son séjour, mais des noms importants lui ont refusé l'entrée dans leurs maisons, de par sa compagnie. L'archevêque aurait alors décidé faire bâtir le Palais de la Salina avec un décor intérieur qui représentait les principaux nobles de Salamanque sous des formes monstrueuses. Pourtant Alonso de Fonseca est mort en 1534, quatre ans avant la construction du palais et le véritable propriétaire était bien Juan Alonso de Fonseca.

## Galerie

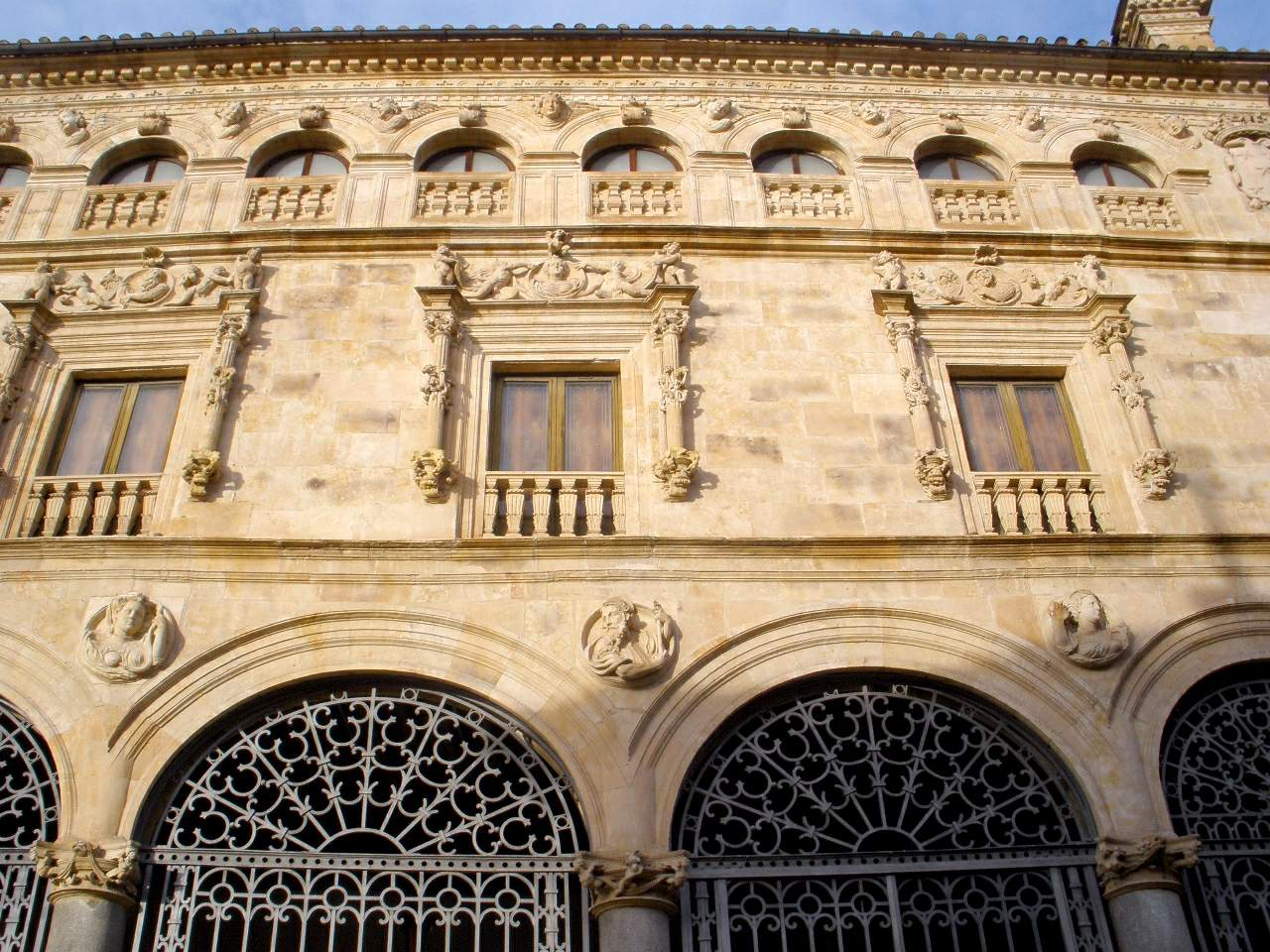
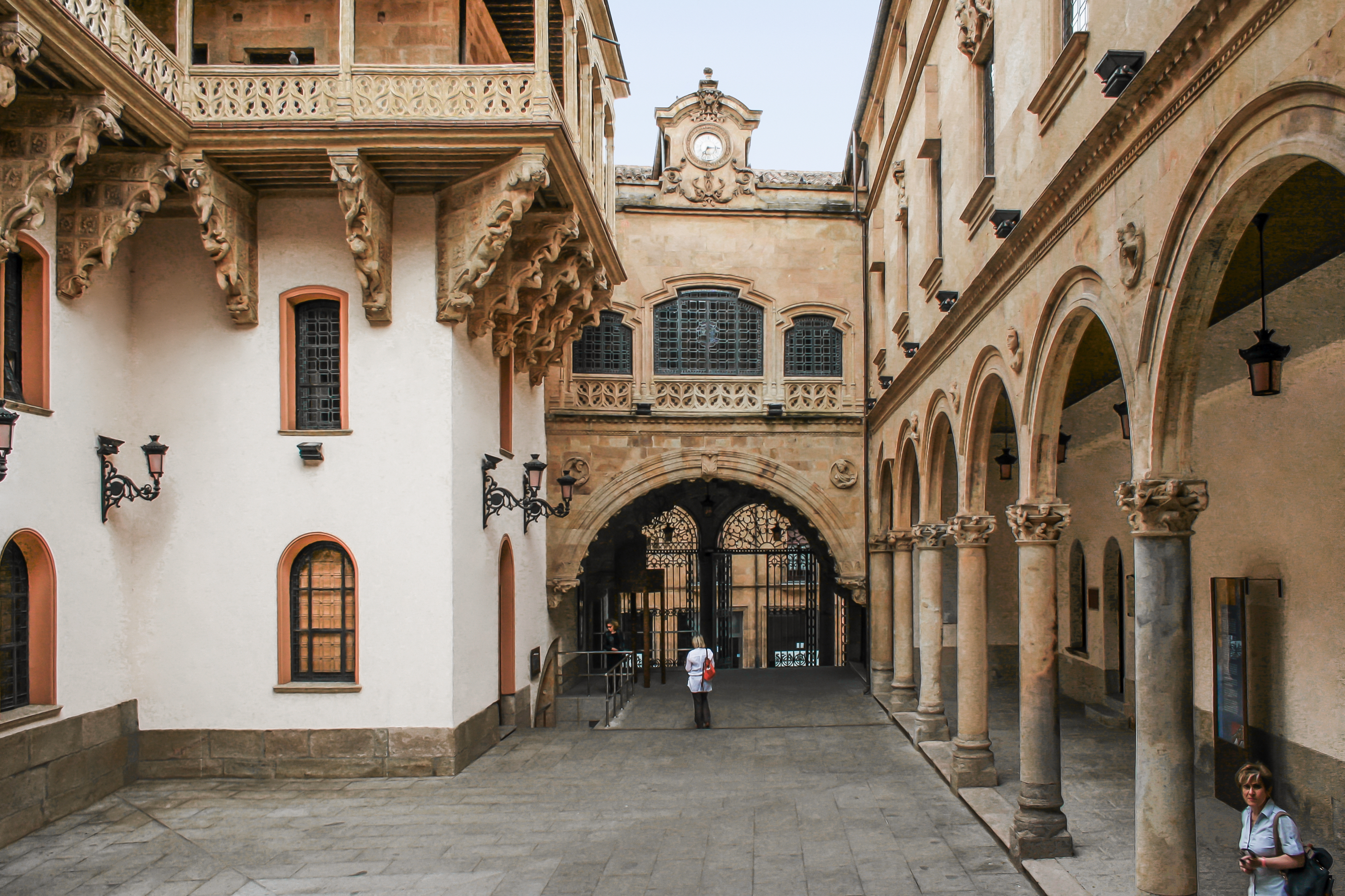
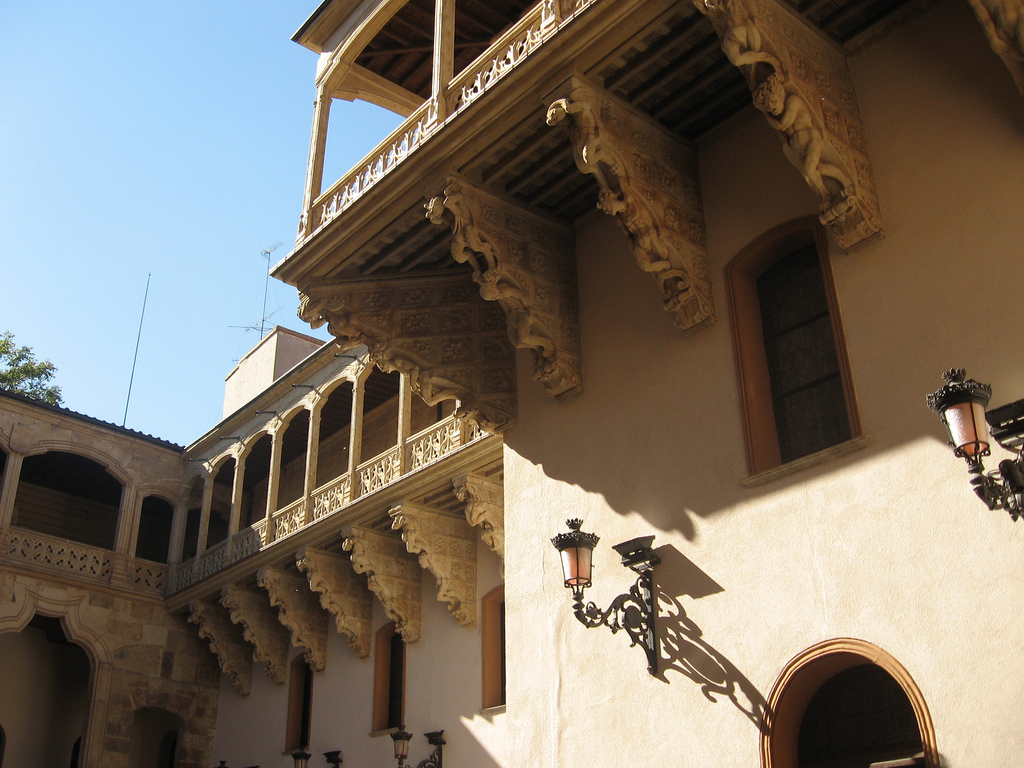
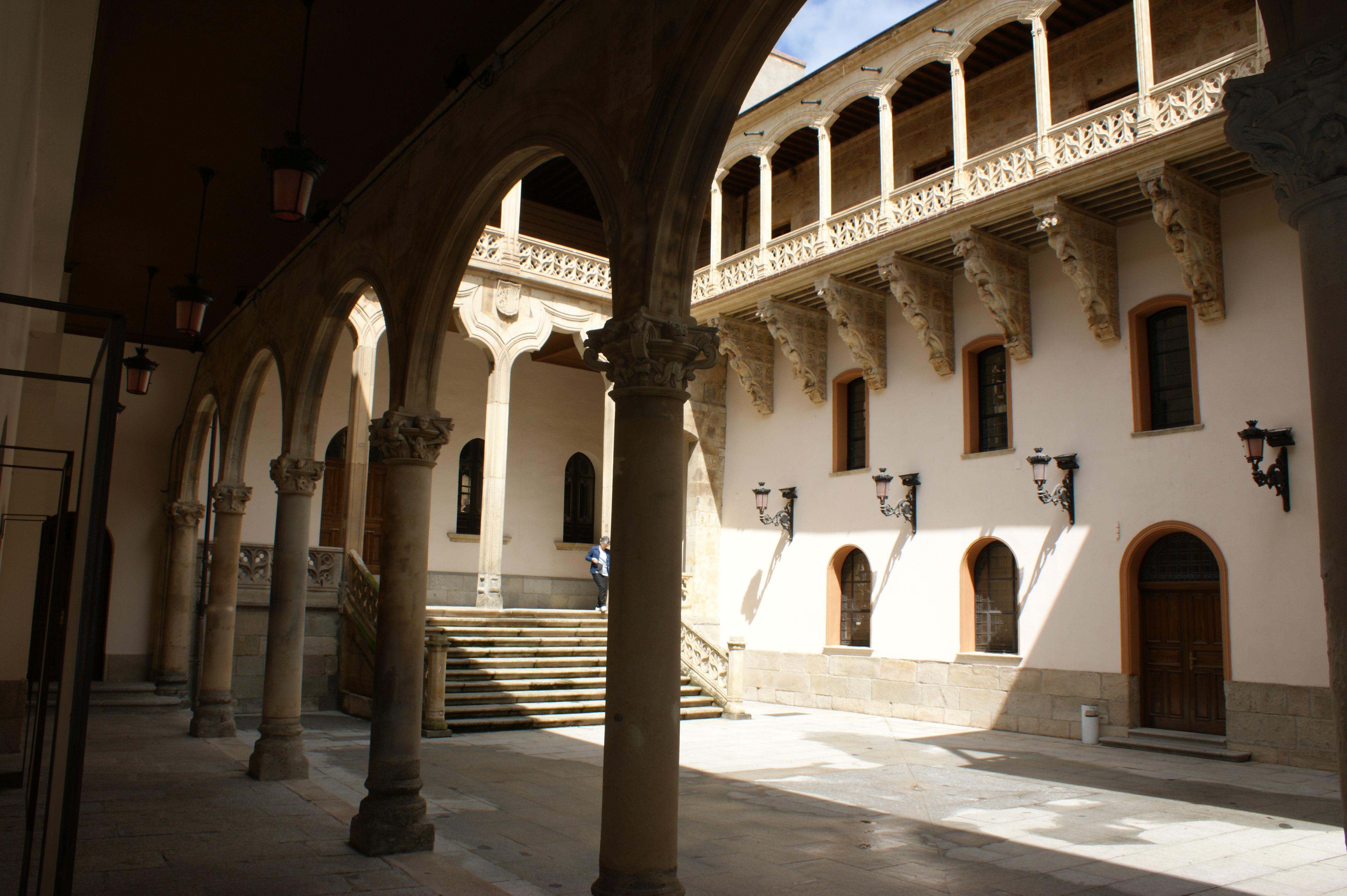
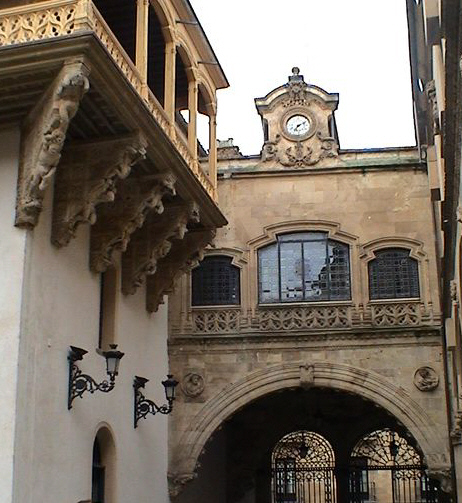